# Rio Maior
Rio Maior es una ciudad portuguesa perteneciente al distrito de Santarém, en Ribatejo, con cerca de 11 500 habitantes en su núcleo principal y un total de unos 21 005 dentro de su término municipal. Desde 2002 está integrada en la região estatística (NUTS II) de Alentejo y en la subregião estatística (NUTS III) de Lezíria do Tejo; hasta 2002 era parte de la antigua región de Lisboa y Valle del Tajo. Antes, pertenecía a la antigua provincia de Ribatejo.

## Geografía
Es sede de un municipio con 272,18 km² de área y 21 005 habitantes (2021), subdividido en diez freguesias. Los municipio están limitados al nordeste y a sur por el municipio de Santarém, al sur por Azambuja, al oeste por Cadaval y por las Caldas da Rainha y al noroeste por Alcobaza.

## Demografía
| Gráfica de evolución demográfica de Rio Maior entre 1864 y 2021 |
|                                                                 |
| Datos según el nomenclátor publicado por el INE portugués.      |

## Organización territorial
El municipio de Rio Maior está formado por diez freguesias:
- Alcobertas
- Arrouquelas
- Asseiceira
- Azambujeira e Malaqueijo
- Fráguas
- Marmeleira e Assentiz
- Outeiro da Cortiçada e Arruda dos Pisões
- Rio Maior
- São João da Ribeira e Ribeira de São João
- São Sebastião